# Maszkowa (przystanek kolejowy)
Maszkowa (biał. Машкова; ros. Машково, ros. nazwa normatywna Мошково) – przystanek kolejowy w miejscowości Asinauka i w pobliżu miejscowości Maszkowa, w rejonie orszańskim, w obwodzie witebskim, na Białorusi. Położony jest na linii Orsza - Lepel.